# غيلان بن جرير
غيلان بن جرير (المتوفي سنة 129 هـ) تابعي بصري، وأحد رواة الحديث النبوي

## روايته للحديث النبوي
- روى عن: أنس بن مالك وعبد الله بن معبد الزماني وأبي قيس زياد بن رياح وأبي بردة بن أبي موسى الأشعري[1] وسعيد بن المسيب وشهر بن حوشب وصفوان بن محرز وعامر الشعبي وعلي الأزدي ومطرف بن عبد الله بن الشخير وأبي قلابة الجرمي.[2]
- روى عنه: أيوب السختياني وجرير بن حازم وشعبة بن الحجاج وحماد بن زيد ومهدي بن ميمون وأبو هلال محمد بن سليم الراسبي[1] وأبان بن يزيد العطار وأشعث بن سوار والحسن بن فرات القزاز وأبو طلحة شداد بن سعيد الراسبي وعمر بن زياد وقتادة بن دعامة وموسى بن أبي عائشة ويونس بن عبيد.[2]
- الجرح والتعديل: عدّه يحيى بن معين وأبو حاتم الرازي والنسائي من الثقات، وكذلك ذكره ابن حبان في كتاب الثقات، كما روى له الجماعة.[2]